# Coccomyces niveus
Coccomyces niveus är en svampart som beskrevs av C.L. Hou & M. Piepenbr. 2009. Coccomyces niveus ingår i släktet Coccomyces och familjen Rhytismataceae.   Inga underarter finns listade i Catalogue of Life.